# Sorpresa de Arlabán (1811)
La Sorpresa de Arlabán (1811), a veces llamada primera para distinguirla de la de 1812, es un combate librado el 25 de mayo de 1811 durante la Guerra de Independencia Española en las montañas próximas al puerto de Arlabán, que separa las provincias de Guipúzcoa y Álava,. 
A las ocho de la mañana, fuerzas guerrilleras españolas formadas por 3.000 a 4500 hombres, conducidas por Francisco Espoz y Mina, emboscaron y capturaron la parte central de un convoy compuesto por 150 carros y 1050 prisioneros, extendido por más de 5 km y escoltado por 1600 soldados franceses al mando del coronel Laffitte. Siete horas después, los franceses terminaron por rendirse. Los españoles capturaron toda clase de armas y suministros (el convoy estaba valorado en 4 millones de reales) y liberaron a 1.042 prisioneros británicos, portugueses y españoles. El convoy acabó siendo denominado “el convoy de los ingleses”  porque la mayoría de prisioneros eran británicos.
Ayudado por partidas guerrilleras locales que conocían bien el terreno, Espoz y Mina había situado a sus tropas en ambos lados del puerto, en la carretera a Francia, unos 20 km al norte de Vitoria, a las cuatro de la mañana.
Esta fue la última acción de Espoz y Mina como jefe guerrillero en la zona de Navarra. El 5 de junio, sus fuerzas, la División de Navarra, fueron integradas en el ejército regular; pero continuó dirigiéndolas contra los franceses, incluyendo la segunda sorpresa de Arlabán, el 9  de abril de 1812.